# Jungle Fight 50
Jungle Fight 50 Foi um evento de MMA, que ocorreu no dia 6 de Abril de 2013 na Centro de Eventos Casa do Gaúcho Novo Hamburgo, Rio Grande do Sul.
O Jungle Fight chegou à expressiva marca de 50 edições no último sábado (6), na cidade de Novo Hamburgo, no Rio Grande do Sul. Na disputa pelo cinturão interino dos pesos moscas, melhor para Robson New, que finalizou Wagner Noronha com um arm-lock para ficar com o título. Os outros destaques ficaram por conta de Itamar Rosa, que nocauteou Douglas Del Rio, o faixa-preta da Constrictor Team, Renato Carneiro, que finalizou Mauro Chaulet, e Gabriel Silva, o irmão de Erick Silva conseguiu o nocaute mais rápido do evento, mandando a lona Vinícius “Astro Boy” em apenas 30 segundas de luta.